# Aldo Junior Simoncini
Aldo Junior Simoncini (Cidade de San Marino, 30 de agosto de 1986) é um futebolista samarinês que atua como goleiro. Atualmente defende o Tre Fiori.

## Carreira em clubes
Na temporada 2004–05, Simoncini foi integrado ao elenco principal do Modena, como terceiro goleiro da equipe, e não jogou nenhuma partida oficial pelos Gialloblù. Sua estreia foi no Valleverde Riccione, pela Serie D italiana, onde atuou 15 vezes. Em 2006 foi para o San Marino Calcio (única agremiação profissional do país homônimo, que disputava na época a Lega Pro Prima Divisione (atual Serie C), o terceiro escalão do futebol italiano. O goleiro disputou apenas 3 jogos pelos Biancazzurri, assinando com o Bellaria Igea, atuando em 44 partidas pela Lega Pro Seconda Divisione.
Em 2011, foi contratado pelo Cesena, então na primeira divisão do Campeonato Italiano. Sendo o quarto goleiro do elenco (Francesco Antonioli, Diego Cavalieri e Alex Calderoni eram, respectivamente, o titular e os reservas imediatos, enquanto Alex Teodorani era a quinta opção), também não disputou nenhum jogo pela Série A e foi emprestado ao Valenzana, onde também não atuou. Fora dos planos para a temporada seguinte, Simoncini deixou o Cesena decidiu voltar a San Marino para defender o Libertas. Pelos Granata, se firmou como titular, jogando 104 partidas entre 2012 e 2018 e conquistando uma Copa Titano e uma Supercopa. Após deixar o Libertas, assinou com o Tre Fiori, onde foi novamente campeão da Copa Titano em sua primeira temporada.

## Carreira na seleção
Desde 2006, o goleiro é convocado pela seleção de San Marino, estreando num amistoso contra a Albânia, que venceu por 3 a 0.
Com 60 jogos, é o quarto jogador que mais disputou partidas pela Sereníssima, empatado com o zagueiro Simone Bacciocchi.

## Vida pessoal
Seu irmão, Davide Simoncini, é zagueiro e foi também seu  companheiro de equipe no Libertas.
Em dezembro de 2005, sofreu um grave acidente que rendeu uma fratura na bacia, afastando-o dos gramados por 4 meses, enquanto atuava pelo Valleverde Riccione. Fora dos gramados, trabalha como contador.

## Títulos
Libertas
- Copa Titano: 1 (2014–15)
- Supercopa de São Marino: 1 (2014)

Tre Fiori
- Copa Titano: 1 (2018–19)